# حاجی‌آباد (قم)
حاجی‌آباد، روستایی از توابع بخش مرکزی شهرستان قم واقع در استان قم ایران می‌باشد.

## جمعیت
این روستا در دهستان قمرود قرار دارد و براساس سرشماری مرکز آمار ایران در سال ۱۳۸۵، جمعیت آن ۱۱ نفر (۵خانوار) بوده‌است.
با توجه به قدیمی بودن آمار فوق جمعیت روستا با توجه به اطلاعاتی که از افراد روستا اعلام شده ۱۰۰۰۰ نفر گزارش شده است.